# Магарета фон Хоенберг
Магарета фон Хоенберг (на немски: Margareta von Hohenberg; † 24 август 1366) е графиня от швабския род Хоенберг-Ротенбург и чрез женитба графиня на Йотинген в Швабия, Бавария и ландграфиня в Елзас.
Тя е дъщеря на граф Рудолф II фон Хоенберг († 1335) и съпругата му графиня Маргарета фон Насау-Хадамар († 1370), дъщеря на граф Емих I фон Насау-Хадамар († 1334) и Анна фон Цолерн-Нюрнберг († ок. 1357).

## Фамилия
Магарета фон Хоенберг се омъжва пр. 25 април 1343 г. за бездетния вдовец граф Лудвиг VIII фон Йотинген, ландграф в Елзас († 26 юли 1378), вдовец на Имагина фон Изенбург-Лимбург († 1336/1337). Тя е втората му съпруга. Бракът е бездетен.
Тя умира на 24 август 1366 г. Нейният съпруг Лудвиг VIII фон Йотинген се жени трети път за Катарина фон Катценщайн († 3 май 1374).